# Бжедуховская
Бжеду́ховская — станица в Белореченском районе Краснодарского края России. Административный центр Бжедуховского сельского поселения.

## География
Станица расположена на правом берегу реки Пшиш, в 18 км северо-западнее города Белореченск, где расположена ближайшая железнодорожная станция. Выше по течению Пшиша находится хутор Каневецкий, ниже — Нижневеденеевский.

### Улицы
- ул. Больничная.
- ул. Широкая.
- ул. Подгорная.
- ул. Веселая.
- ул. Первомайская.
- ул. Красная.
- ул. Кавказская.
- ул. Вишнёвая
- ул. Степная
- ул. Школьная
- ул. Комсомольца Новосельцева
- ул. Пионерская

## История
Станица основана в 1863 году. Входила в Майкопский отдел Кубанской области.
Согласно «Списку населённых мест Северо-Кавказского края» за 1925 год станица являлась административным центром Бжедуховского сельского совета Белореченского района Майкопского округа Северо-Кавказского края. На тот момент её население составляло 4567 человек (2051 мужчина и 2516 женщин), число дворов — 1001. В границах станицы располагались 300 колодцев и 2 пруда.
По данным поселенной переписи 1926 года по Северо-Кавказскому краю в Бжедуховской числилось 1190 дворов и 5214 жителей (2422 мужчины и 2792 женщины), в том числе 2785 украинцев и 2309 русских. Казачье население станицы составляло 3254 человека.

## Этимология
Станица названа по бжедугам, жившим в этих местах до Кавказской войны. Адыги называют станицу адыг. Шагуджхъабл.

## Население
| 1926 | 2002  | 2010  |
| ---- | ----- | ----- |
| 5214 | ↘2046 | ↘2034 |

По данным переписи 2002 года в национальной структуре населения станицы преобладают русские (70 %).

## Известные уроженцы
- Кудренко, Александр Ильич (род. 1943) — российский тромбонист.

## Памятники
В границах станицы имеются объекты культурного наследия регионального значения:
Памятники археологии
- Курганы «Бжедуховский 1», «Бжедуховский 2», «Бжедуховский 3», «Бжедуховский 4», «Бжедуховский 6».
- Курганная группа «Бжедуховская 5» (3 насыпи).

Памятники истории
- Покровская церковь, вторая половина XIX века.
- Обелиск в честь земляков, погибших в годы Гражданской и Великой Отечественной войн, 1965 год.
- Братская могила красноармейцев и советских воинов, 1918—1920, 1942—1943 годы.